# Сообщники
«Сообщники» (англ. Accomplices) — восьмой эпизод второго сезона американского мультсериала «Новые приключения Человека-паука», основанного на одноимённом персонаже комиксов Marvel, созданном Стэном Ли и Стивом Дитко.

## Сюжет
Чёрная кошка проникает в Oscorp, чтобы совершить преступление, но её оттуда прогоняют высшие представители криминального мира, которые собрались на бандитский аукцион, проводимый Дональдом Менкеном. На первом заседании ничего не решается, и вопрос переносится на следующий раз. В школе Питер общается с Гарри, а затем договаривается о свидании с Лиз. После он летит в «Daily Bugle», где узнаёт, что Сильвермейн выходит из тюрьмы. С Фосвеллом они отправляются на следующее собрание, где первый оставляет жучок, чтобы подслушивать преступников. На кону аукциона чип, с помощью которого можно создать суперзлодеев на подобии Рино.
Аукцион выигрывает Родерик Кингсли, но Молотоглава и Сильвер Сейбл это не устраивает, и они преследуют его. Каждый желает заполучить товар для себя. Прибывает Человек-паук, и во время его битвы с преступниками, Кингсли уезжает, оставляя им пустую коробку без чипа. Тем временем Доктор Осьминог рассказывает об этой ситуации Рино. Паук также узнаёт, что Молотоглав и Сильвер Сейбл когда-то встречались. Обнаружив пустую коробку, все отправляются за Кингсли на парковку. Туда прибывает и Рино, не желающий создания своих конкурентов. Человек-паук временно объединяется с ним, чтобы уничтожить чип и победить Молотоглава и Сильвер Сейбл. Когда Рино растаптывает коробку с чипом, он сразу же разрывает союз с Пауком и нападает на него. Также выясняется, что Молотоглав раньше работал на Сильвермейна, а потом перешёл к Большому Боссу. Из-за Рино парковка рушится, а затем его усыпляют с помощью газа.
Тем временем, Менкен сообщает Кингсли, что безопасность товара лежала на нём, и возврат не возможен. Затем он звонит своему начальнику, Норману Озборну, и сообщает, что никто не догадался, что это была подделка. Питер приходит к Лиз извиниться, говоря, что делал фотографии, поэтому не мог пойти с ней на свидание. Она это понимает и прощает его. Затем Паркер уходит, думая про себя, что «Гвен такая классная… то есть нет, Лиз… Лиз!». Джей Джей готовится опубликовать статью о происшествии.

## Роли озвучивали
- Джош Китон — Питер Паркер (Человек-паук)
- Клэнси Браун — Рино / Джордж Стейси
- Никки Кокс — Сейбл Манфреди (Сильвер Сейбл)
- Джон Димаджио — Молотоглав
- Кортни Бернард Вэнс — Родерик Кингсли
- Грег Вайсман — Дональд Менкен

## Отзывы

Динамика оценок IGN к эпизодам 2 сезона мультсериала

Эрик Гольдман из IGN поставил эпизоду оценку 9,3 из 10 и подметил начало эпизода, который начался «с потрясающего момента, показывающего возвращение Чёрной кошки в сцене, достойной любого шпионского фильма, когда та прошла через сильную защиту [в Oscorp], в том числе последнюю с лазерной сеткой». Рецензент также написал, что ситуация, когда Док Ок предупредил Рино о происходящем, была «отличным поворотным моментом, так как Рино и Человек-паук ненадолго объединились, поняв, что оба хотят уничтожить технологию».
Джастин Феликс из DVD Talk написал, что в эпизоде «есть несколько хороших шуток, но школьный подсюжет, разработанный в предыдущих сериях, в значительной степени игнорируется».